# Pori Bears 1982
Questa voce raccoglie le informazioni riguardanti i Pori Bears nelle competizioni ufficiali della stagione 1982.
Non sono noti tutti i risultati.

## Vaahteraliiga 1982

### Stagione regolare

#### Prima fase
| 1982 | Pori Bears | 6 – 103 | MAJS |  |

| 1982 | Turku Trojans | 80 – 0 | Pori Bears |  |

| 1982 | Pori Bears | 0 – 116 | Helsinki Roosters |  |

#### Seconda fase
| 1982 | Tampere Rocks | 52 – 6 | Pori Bears |  |

| 1982 | Savonlinna Steamers | 0 – 30 | Pori Bears |  |

| 1982 | Pori Bears | 12 – 30 | Vantaan TAFT |  |

| 1982 | Pori Bears | 0 – 33 | Helsinki Rams |  |

| 1982 | Pori Bears | 22 – 6 | Jyväskylä Rangers |  |